# Chiesa di Santa Maria Assunta (Sclafani Bagni)
La chiesa di Santa Maria Assunta è la chiesa madre di Sclafani Bagni, nella Città metropolitana di Palermo

## Storia
In una prima fase la chiesa, situata a ridosso dell'area del castello, fu probabilmente fondata come chiesa palatina al servizio dei signori di Sclafani, con dimensioni notevolmente più ridotte di quelle odierne.
È possibile che gli interventi trecenteschi d'espansione e qualificazione urbana, tradizionalmente riconosciuti all'opera di Matteo Sclafani, abbiano anche riguardato la chiesa (a questo periodo si data il portale ogivale tuttora esistente).
Agli inizi del Seicento la chiesa subì importanti modifiche, connesse ad un generale rinnovamento delle chiese madri di vari centri della diocesi di Cefalù: un documento 4 dicembre 1611 ci informa della commissione del rinnovamento della navata ad opera di Giovanni Antonio De Maria, di Polizzi.
I documenti di archivio ci forniscono sulla chiesa numerose altre informazioni: nel 1574 era già stato realizzato un nuovo fonte battesimale, opera di Francesco Seminara di Troina (autore anche del portale di palazzo La Farina (oggi Gagliardo) di Polizzi, in stile plateresco) e nel 1608 venne installato un orologio sulla torre campanaria. Diverse campane furono realizzate dai maestri fonditori della regione (in particolare dei paesi di Tortorici e di Castelbuono) tra il 1628 e il 1667. Un piccolo organo per la chiesa fu acquistato nel 1604 e uno nuovo fu costruito nel 1615 ad opera di Antonino La Valle, più tardi dorato e decorato con dipinti sugli sportelli, oggi perduti.
La cappella principale della chiesa viene decorata per volere di don Sebastiano La Chiana: nel 1623 viene eseguito un altare di legno intagliato e dorato e nel 1630 viene affidato un ciclo decorativo di tele e affreschi al pittore Matteo Sammarco (autore anche della tela con la Messa di san Gregorio nella chiesa di Santa Maria Maggiore d'Isnello e attivo nelle Madonie fino al 1654), di cui attualmente resta solo la tela con l'Ultima Cena. Erano tuttavia state realizzate tra il 1630 e il 1633 anche altre due tele (La presa di Jesu Cristo nostro Signore dalli Giudei con tutti li personaggi e la Resurrezione di Nostro Signore) e diversi affreschi (quattro pannelli con gli Evangelisti oppure i Dottori della Chiesa, e ancora i Misteri della Passione ed infine la Maddalena, la Veronica col sudario ed Adamo ed Eva, da dipingersi nell'arco).

## Descrizione

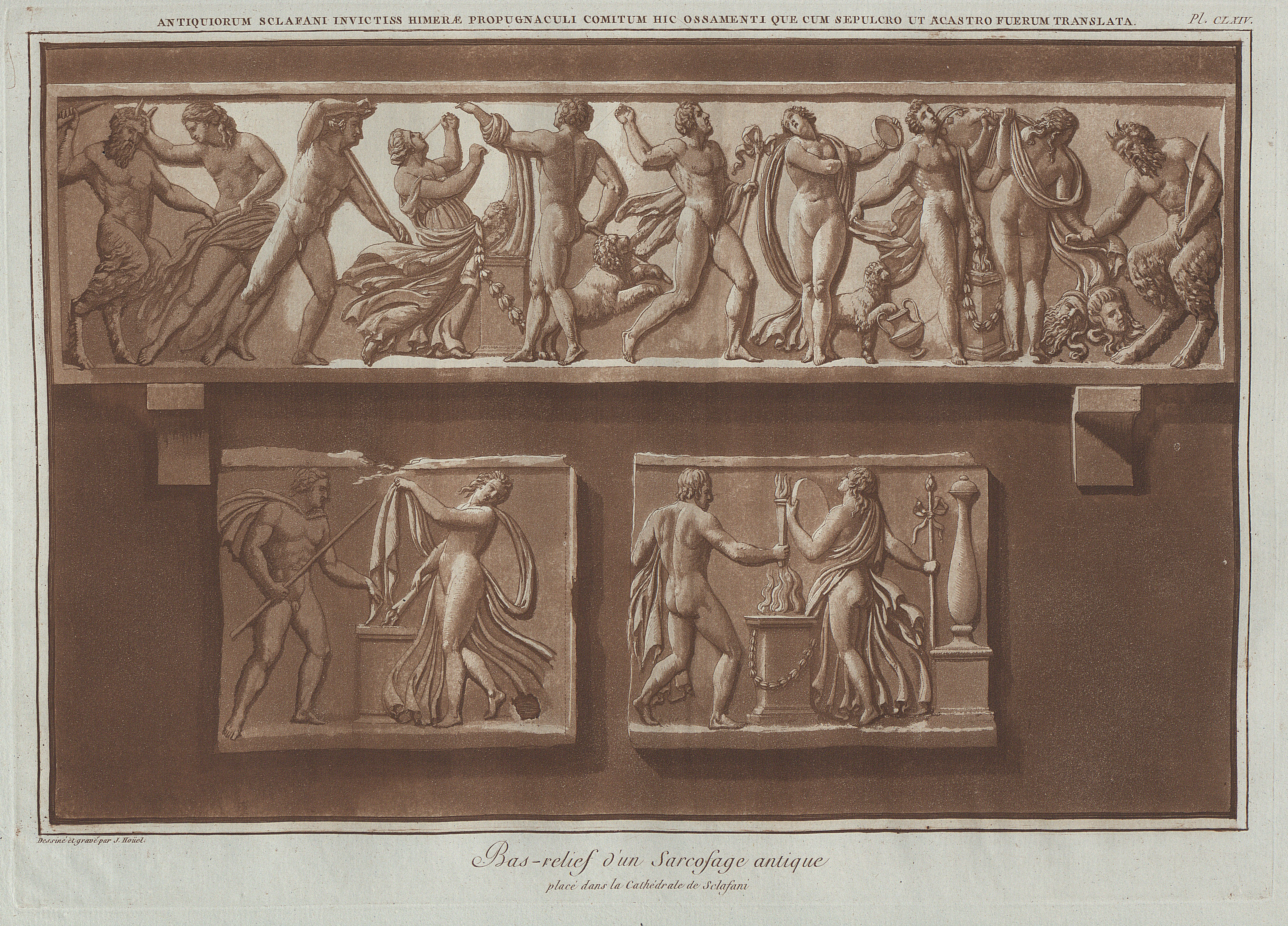
Sarcofago romano

Oggi la chiesa presenta un impianto a tre navate, separate da arcate, ampio e profondo presbiterio ed una seconda porta d'ingresso mentre gli altari laterali, noti dalla documentazione, sono stati soppressi o ampiamente modificati.
La torre campanaria, massiccia, serra il prospetto principale come una torre fortificata.
Vi si conserva un sarcofago romano con scene dionisiache, reimpiegato per la sepoltura dei conti di Sclafani e proveniente dal castello.
Nella chiesa esistono inoltre diversi altri dipinti.
- Quattro pannelli dalla chiesa di San Giacomo, con San Giacomo, San Giovanni, San Gregorio e Santo Stefano, di ignoto autore del XVI secolo. I santi sono ripresi in atteggiamento statuario da un punto di vista molto ravvicinato: in posizione frontale Santo Stefano, appena mosso, e San Gregorio e di tre quarti gli altri due. Si tratta probabilmente dei pannelli superstiti di un perduto polittico o delle ante di un organo. La morbidezza del panneggio delle tuniche dei santi e la preziosità decorativa dei loro abiti mostrano la mano di un pittore d'un certo rilievo.
- Tela, attualmente nel presbiterio e proveniente dalla chiesa di San Giacomo, raffigurante Santa Maria degli Agonizzanti o La morte del giusto, attribuita a Giuseppe Salerno (morto prima del 1634), ma secondo documenti di archivio eseguita invece nel 1648. La tela raffigura il giusto morente assistito nel trapasso dall'angelo custode, da San Giacomo e dalla Madonna degli Agonizzanti la quale schiaccia sotto i suoi piedi il demonio in forma di bestia orrenda. Nella parte superiore del quadro abbiamo la colomba, simbolo dello Spirito Santo, il Padre Eterno ed un coro angelico. Da notare ancora, sul tavolo, la tunica bianca con l'emblema rosso che potrebbe indicare l'appartenenza dell'agonizzante alla confraternita di San Giacomo, al quale il Bambino offre la catena del soccorso.
- Tela con l'Annunciazione, attribuita forse al pittore Andrea Carrera di Trapani, attivo anche a Palermo fino agli anni 1660, proviene forse dalla distrutta chiesa dell'Annunziata.
- La Presentazione al Tempio, di autore sconosciuto del tardo Seicento o primo Settecento, collocata nella cappella del Sacro Cuore.
- La Madonna delle Grazie, del 1623 e di autore ignoto, di cui resta solo il dipinto privo dell'originaria cornice dorata.

Nella chiesa si conserva infine una statua lignea di San Rocco del 1604 di Cosimo La Russa, un intagliatore poco noto attivo anche in altri centri vicini e autore anche di una cancellata lignea nella chiesa di San Filippo. La statua proviene dalla distrutta chiesa di San Rocco.